# Raisa Rudenko
Raisa Panasivna Rudenko roz. Kaplun (20. listopadu 1939, Dněpropetrovská oblast 3. října 2020, Kyjev) byla ukrajinská disidentka a politická vězeňkyně, manželka Mykoly Rudenka, sekretářka Ukrajinské Helsinské skupiny.

## Život
Raisa Kaplun pocházela z rolnické rodiny. Prarodiče z obou stran byli označeni v době stalinismu za kulaky a vysídleni za Ural. Její otec padl ve druhé světové válce. V dětství utrpěla těžký úraz a byla dlouho v kómatu, po kterém se musela znovu naučit číst a psát. Roku 1957 se přestěhovala do Kyjeva, aby pečovala o svého nemocného strýce. Zde pracovala a navštěvovala večerní školu pro zdravotní sestry a poté pro sekretářky a písařky. Pracovala jako písařka a poté vedoucí osobního oddělení v sanatoriu Koncha-Zaspa u Kyjeva, kam se přestěhovala. Zde se setkávala s umělci a spisovateli a měla možnost poslouchat zahraniční rozhlasové vysílání. Roku 1964 se provdala za dělníka V. Oniščenka, ale manželství se po roce rozpadlo. V roce 1968 navštěvovala externí pracoviště Kyjevského kulturního institutu, kde potkala svého budoucího manžela Mykolu Rudenka, jehož díla v té době přepisovala. Provdala se za něj roku 1971.
Roku 1972, krátce po svatbě, byla díla Mykoly Rudenka zakázána. Přišel o členství ve Svazu spisovatelů i v Komunistické straně a pracoval jako noční hlídač. Raisu v zaměstnání přeřadili do kotelny a ztratila možnost dokončit studia. Rudenko byl ve styku s moskevskými disidenty i s Amnesty International a poprvé byl zatčen 18. dubna 1975. Jako válečný veterán a invalida byl propuštěn na amnestii k 30. výročí vítězství nad nacismem. 9 listopadu 1976 byl Rudenko zakládajícím členem a prvním předsedou Ukrajinské Helsinské skupiny (UGG) a Raisa se stala stálou sekretářkou, která přepisovala veškeré materiály vydané UGG. Členkou UGG se nestala, protože členové skupiny počítali se zatčením a potřebovali aby zůstala na svobodě.
Mykola Rudenko byl zatčen 5. února 1977 a odsouzen na 7 let v pracovním táboře a 5 let vyhnanství. Raisa se z opatrnosti stýkala pouze s manželkami a příbuznými disidentů, kteří byli dosud na svobodě. KGB na ni vykonávala nátlak, aby se zřekla svého manžela a odsoudila jeho činnost. Navštívila manžela v pracovních táborech Zhh-385/19 a 385/3 v Mordovii a přivezla odtud jeho básně i informace o táborech, přepsala je a odeslala prostřednictvím Andreje Sacharova a Jeleny Bonnerové na Západ. Raisu zatkli 15. dubna 1981. Byla obviněna z "protisovětské agitace a propagandy" a odsouzena na 5 let v pracovním táboře s přísným režimem a 5 let vyhnanství. Trest vykonávala v ženském oddělení pracovního lágru v Mordovii. Manželé Rudenkovi byli propuštěni z tábora roku 1987 a v nuceném vyhnanství se sešli v horské vesnici Maima na Altaji v říjnu. Zde zjistili, že jejich propouštěcí papíry byly podepsány už v květnu 1987. Nemohli se vrátit na Ukrajinu, protože jejich byt byl po Raisině zatčení konfiskován. V prosinci 1987 odjeli do Moskvy, poté do Mnichova a odtud do New Yorku. Mykola Rudenko nastoupil jako redaktor v radiu Svoboda a Raisa pracovala v redakci jejich časopisu.
Roku 1990 byl Mykola Rudenko "rehabilitován" a získal zpět sovětské a poté i ukrajinské občanství, ale Raisa se vrátila až po rozpadu Sovětského svazu roku 1991 a měla problémy získat zpět ukrajinské občanství. Nakonec přijala občanství ve Spojených státech, kde roku 1998 odešla do důchodu. Po přestěhování do domu svého manžela v Kyjevě si musela každé dva roky žádat o povolení k pobytu na Ukrajině. Po smrti svého manžela (1.4.2004) byla editorkou jeho literárního odkazu a pracovala jako sekretářka Serhiy Podolinsky Scholarly Society. Roku 2016 obdržela Řád za odvahu za služby Ukrajině udělený prezidentem Juščenkem. Zemřela 3. října 2020 v Kyjevě po neúspěšné neurochirurgické operaci a dvoutýdenním kómatu ve věku nedožitých 81 let.